# Walter Kauzmann
Walter J. Kauzmann (Mount Vernon, New York 18 d'agost de 1916 − 27 de gener de 2009) va ser un químic dels Estats Units i professor emèrit de la Universitat Princeton. Treballà en química física i bioquímica. La seva contribució més important va ser la d'evidenciar que l'efecte hidròfob té un paper clau en determinar l'estructura en tres dimensions de les proteïnes. També és notable la seva visió de la naturalesa dels líquids superrefredats el que ara es coneix com la "paradoxa Kauzmann" en la temperatura de transició vítria.
El 1944, Kauzmann va ser reclutat per l'altament secret Manhattan Project va produir el detonador per la primera bomba atòmica, Trinity test, i per la de plutoni Nagasaki (Fat Man).